# Андреас Ройтер
Андреас Ройтер (нім. Andreas Reuter; 31 жовтня 1949) — німецький професор інформатики та науковий менеджер. Його дослідження зосереджені на базах даних, системах обробки транзакцій, а також паралельних та розподілених комп'ютерних системах. Ройтер був науковим та виконавчим директором EML European Media Laboratory GmbH та gGmbH з 1998 року, а також керуючим директором Гайдельберзького інституту теоретичних досліджень (HITS gGmbH) з 2010 по 2016 рік. У жовтні 2015 року його було призначено старшим професором Гайдельберзького університету.

## Життєпис
Під час навчання в школі він працював волонтером у компанії, заснованій Конрадом Цузе в Бад-Герсфельді. Після закінчення школи у 1968 році він працював програмістом-фрілансером для компаній та державних установ. З 1973 року вивчав інформатику в Мюнхенському технічному університеті та на факультеті інформатики Дармштадтського технічного університету. Він закінчив навчання в Дармштадті, отримавши диплом у 1978 році. Як науковець, він отримав докторський ступінь під керівництвом Тео Гердера та Гартмута Ведекінда у 1981 році. [джерело?] З 1981 по 1983 рік працював асистентом професора в Кайзерслаутернському університеті. У 1983 році його було прийнято на постдокторську посаду в Дослідницькому центрі IBM у Сан-Хосе. У 1985 році його було призначено професором Штутгартського університету, де у 1988 році він став директором-засновником Інституту паралельних та розподілених високопродуктивних комп'ютерних систем. З 1992 по 1996 рік він був проректором з навчальної роботи Штутгартського університету. У 1996 році він відхилив пропозицію обійняти посаду директора в Інституті інформатики Макса Планка в Саарбрюкені. Натомість, з 1997 року він став співзасновником та розвивав приватний «Міжнародний університет у Німеччині», де працював деканом та віцепрезидентом до 2004 року.
1 січня 1998 року його було призначено науковим та керуючим директором EML European Media Laboratory GmbH, яку Клаус Чира заснував у 1997 році. [джерело?] Разом з Клаусом Чирою він брав активну участь у створенні компанії та її дочірньої структури EML Research gGmbH (з 2003 року). У 2010 році EML Research стала Гайдельберзьким інститутом теоретичних досліджень, керуючим директором якого він був до квітня 2016 року.
У 2007 році Андреас Ройтер прийняв іменну кафедру «Надійні системи» (англ. Dependable Systems),за підтримки Фонду Клауса Чира в Кайзерслаутернському університеті. У 2011 році він перейшов до Гайдельберзького університету. Там він обіймав іменну кафедру «Розподілені системи» (англ. Distributed Systems), також за підтримки Фонду Клауса Чира. Донецький національний технічний університет присвоїв йому звання почесного доктора у 1994 році.

## Дослідження та посади
Дослідження Андреаса Ройтера зосереджені на галузі баз даних, системах обробки транзакцій, а також паралельних та розподілених комп'ютерних системах. Разом з лауреатом Премії Тюрінга Джимом Греєм він опублікував у 1992 році книгу «Обробка транзакцій: концепції та методи» (англ. Transaction Processing: Concepts and Techniques), яка стала стандартним довідником для дослідників та розробників у всьому світі та була перекладена, зокрема, китайською та японською мовами.[джерело?] Разом з Тео Гердером він розробив визначення моделі обробки транзакцій у (розподілених) базах даних, модель, яка донині часто цитується за її акронімом ACID (атомарність, узгодженість, ізольованість, довговічність).
Окрім дослідницької діяльності, Андреас Ройтер реалізував численні консалтингові проєкти та читав лекції на різноманітні теми як в університетському, так і в промисловому секторах. Він є членом численних дорадчих рад як в академічній, так і в промисловій сферах, а також, серед іншого, зовнішнім науковим членом Інституту інформатики Макса Планка (MPII) в Саарбрюкені та членом Опікунської ради Інституту астрономії Макса Планка (MPIA) в Гайдельберзі.[джерело?]

## Визнання
Його було обрано членом ACM у 2019 році «за внесок у керування паралелізмом баз даних та за службу спільноті».